# F1 Race Stars
F1 Race Stars è un videogioco di guida prodotto da Codemasters, basato sul Campionato mondiale di Formula 1 2012. È uno spin-off dei pluripremiati F1 2010, F1 2011 e F1 2012 ed è stato pubblicato il 16 novembre 2012 per PC, PlayStation 3 e Xbox 360 in Europa (13 novembre 2012 in Nord America). Il giocatore potrà scegliere tra versioni animate di tutti i piloti tra cui Sebastian Vettel, Fernando Alonso e Lewis Hamilton.
È stato annunciato il 13 luglio 2012 al San Diego Comic-Con International. Codemasters ha riferito che è stato progettato per intrattenere i giocatori e non come simulatore di guida.
Nel 16 gennaio 2014 venne rilasciata una versione per Wii U con il nome di “F1 Race Stars Powered Up Edition”
Nel 22 maggio 2014 venne rilasciata una versione per iOS, tuttavia questa versione non è più disponibile per il download

## Team e circuiti

### Team e Piloti
F1 Race Stars include tutti i 24 piloti e le 12 squadre che hanno iniziato la stagione 2012 di Formula 1 più due squadre inventate, tutte in puro stile cartone animato. Nella versione per Wii U si può giocare anche con i Mii
| Team                          | Piloti             |
| ----------------------------- | ------------------ |
| Red Bull Racing               | Sebastian Vettel   |
| Red Bull Racing               | Mark Webber        |
| Vodafone McLaren Mercedes     | Jenson Button      |
| Vodafone McLaren Mercedes     | Lewis Hamilton     |
| Scuderia Ferrari              | Fernando Alonso    |
| Scuderia Ferrari              | Felipe Massa       |
| Mercedes AMG Petronas F1 Team | Michael Schumacher |
| Mercedes AMG Petronas F1 Team | Nico Rosberg       |
| Lotus F1 Team                 | Kimi Räikkönen     |
| Lotus F1 Team                 | Romain Grosjean    |
| Sahara Force India F1 Team    | Paul di Resta      |
| Sahara Force India F1 Team    | Nico Hülkenberg    |
| Sauber F1 Team                | Kamui Kobayashi    |
| Sauber F1 Team                | Sergio Pérez       |
| Scuderia Toro Rosso           | Daniel Ricciardo   |
| Scuderia Toro Rosso           | Jean-Éric Vergne   |
| Williams F1                   | Pastor Maldonado   |
| Williams F1                   | Bruno Senna        |
| Caterham F1 Team              | Heikki Kovalainen  |
| Caterham F1 Team              | Vitalij Petrov     |
| HRT F1 Team                   | Pedro de la Rosa   |
| HRT F1 Team                   | Narain Karthikeyan |
| Marussia F1 Team              | Timo Glock         |
| Marussia F1 Team              | Charles Pic        |
| TecNova-Star                  | Jessica Chekker    |
| TecNova-Star                  | Ruby Power         |
| Satsu-Aceler                  | Kira Hoshihara     |
| Satsu-Aceler                  | Josh Merit         |

### Circuiti
Sono presenti 15 circuiti, di cui 4 disponibili come DLC a pagamento, disegnati interamente da zero con salti e scorciatoie:
- Abu Dhabi
- Australia
- Belgio
- Brasile
- Canada (DLC)
- Cina (DLC)
- Europa (DLC)
- Germania
- Giappone
- Gran Bretagna
- India (DLC)
- Italia
- Monaco
- Singapore
- Stati Uniti